# Pierce County (Washington)
Pierce County is een van de 39 county's in de Amerikaanse staat Washington.
De county heeft een landoppervlakte van 4.348 km² en telt 805.400 inwoners (2007). De hoofdstad is Tacoma. In Pierce County ligt de hoogste berg van de Amerikaanse Westkust, de stratovulkaan Mount Rainier (4392 m).

## Bevolkingsontwikkeling

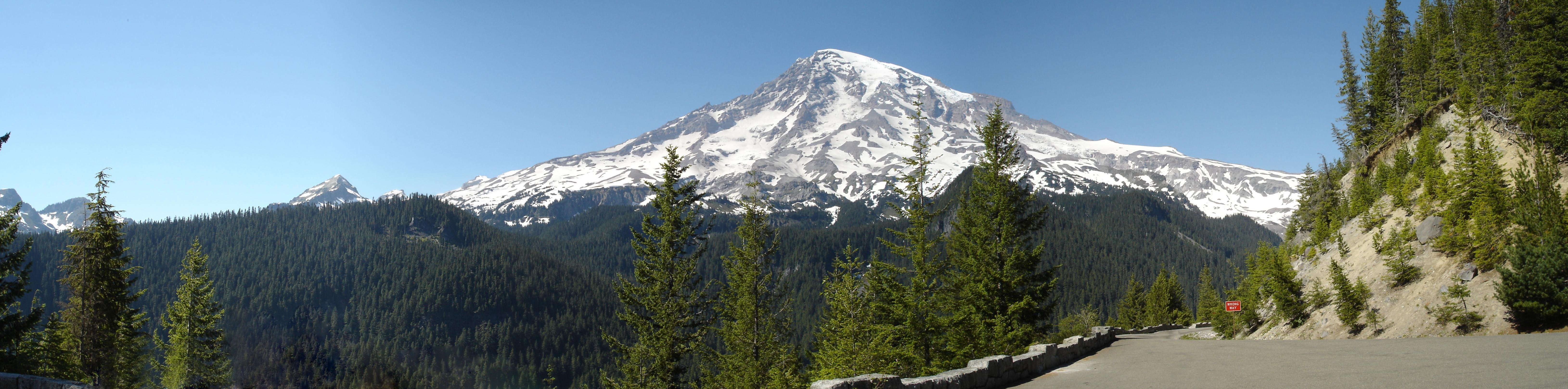
Mount Rainier

Adams · Asotin · Benton · Chelan · Clallam · Clark · Columbia · Cowlitz · Douglas · Ferry · Franklin · Garfield · Grant · Grays Harbor · Island · Jefferson · King · Kitsap · Kittitas · Klickitat · Lewis · Lincoln · Mason · Okanogan · Pacific · Pend Oreille · Pierce · San Juan · Skagit · Skamania · Snohomish · Spokane · Stevens · Thurston · Wahkiakum · Whatcom · Whitman · Yakima